# Bahnhof Berlin-Kaulsdorf
Der Bahnhof Berlin-Kaulsdorf ist ein Bahnhof im Ortsteil Kaulsdorf im Berliner Bezirk Marzahn-Hellersdorf. Das dort gelegene Unterwerk der S-Bahn ist denkmalgeschützt.

## Geschichte

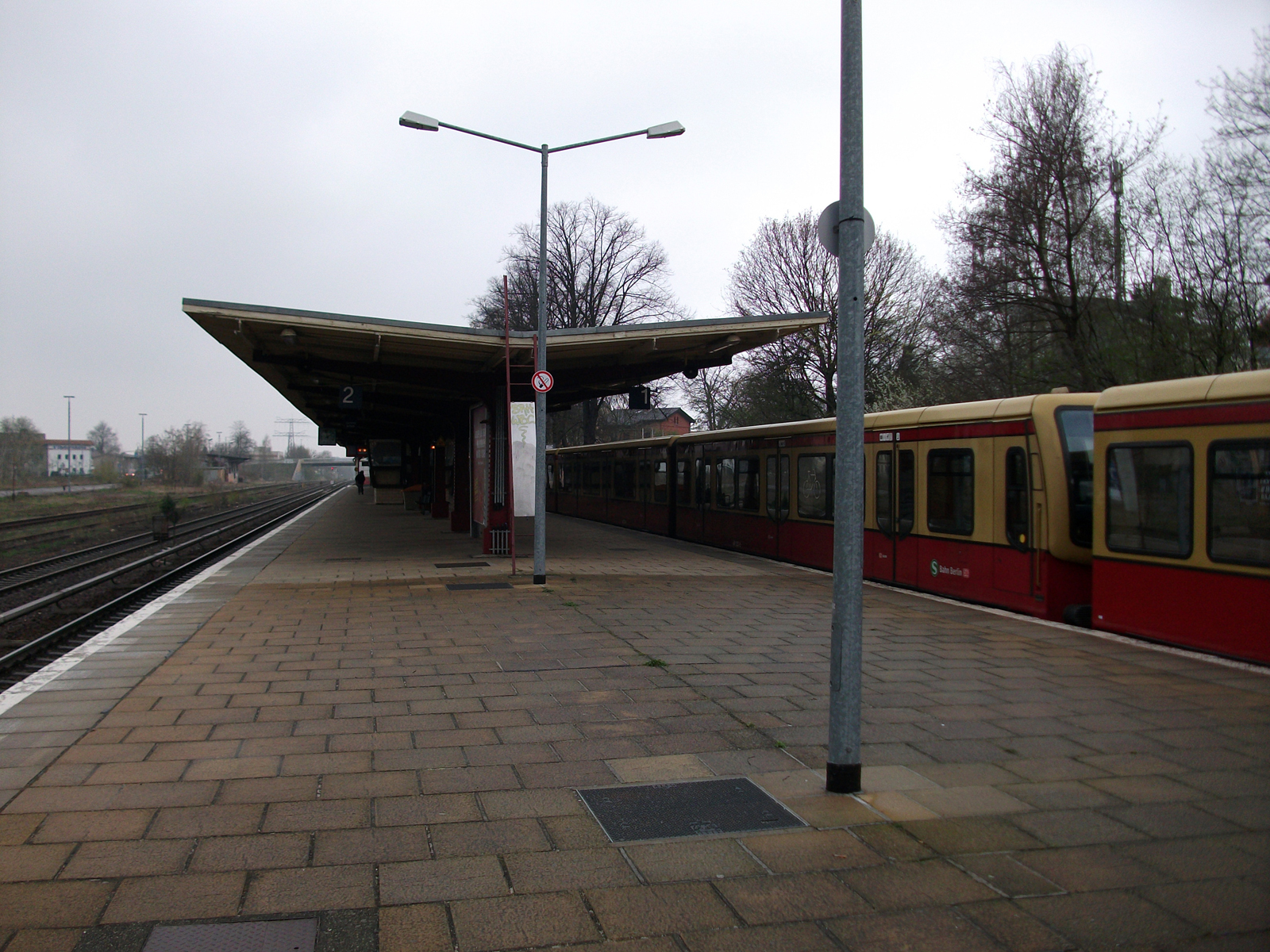
Bahnsteig

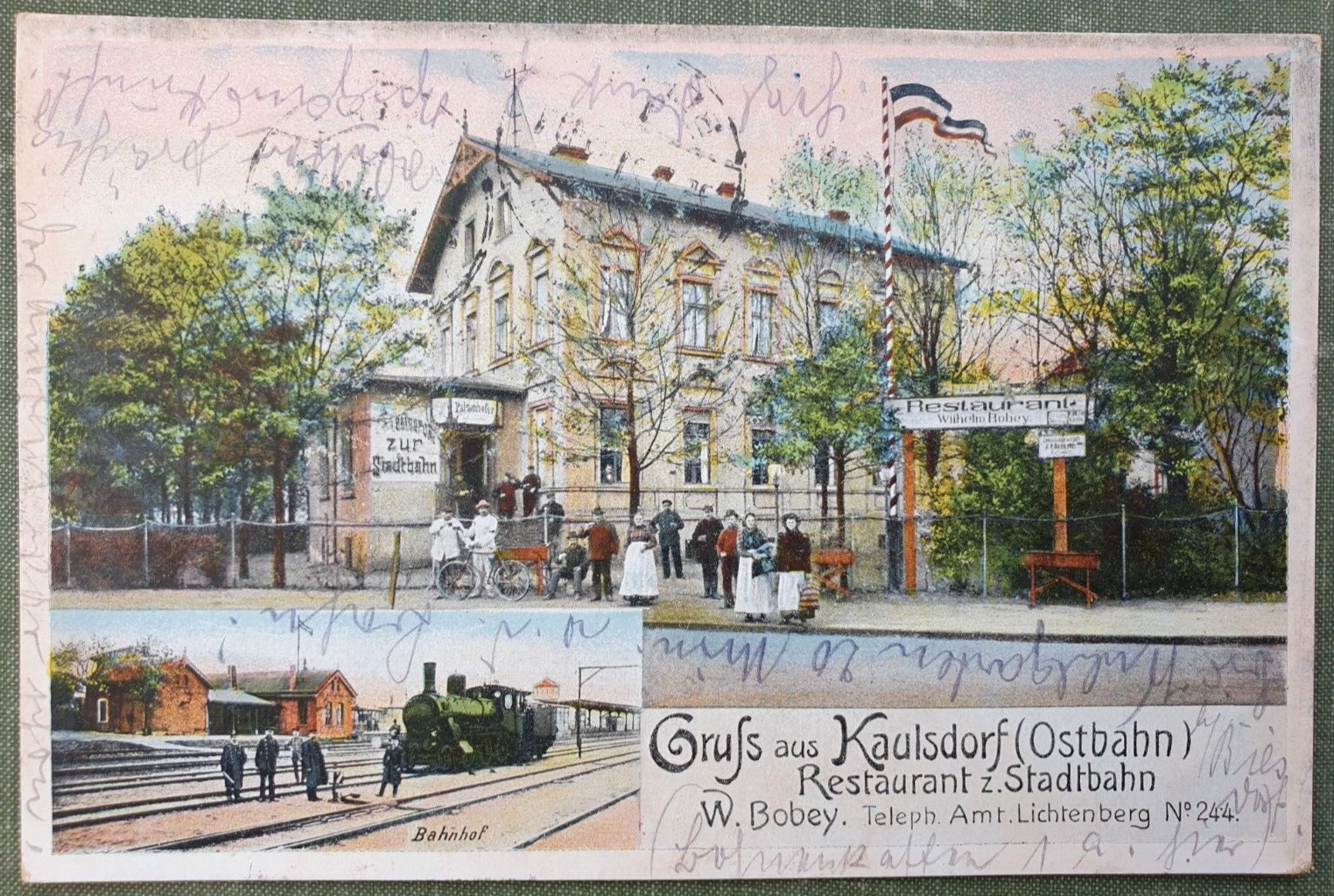
Bahnhof und Restaurant zur Stadtbahn, 1921

Der Bahnhof ging am 25. August 1869, zwei Jahre nach der Eröffnung der Ostbahn zwischen Berlin und Küstrin, am Streckenkilometer 10,6 in Betrieb. Zunächst hieß er Caulsdorf, seit 1881 Kaulsdorf. Zur Trennung von Vorort- und Fernverkehr ging 1901 die sogenannte Verbindung nach Kaulsdorf in Betrieb, die den Bahnhof mit der Berliner Stadtbahn verband. Sie traf im westlichen Teil des Bahnhofs Kaulsdorf auf die Ostbahn. Die alte Ostbahnstrecke westlich von Kaulsdorf und der Bahnhof Kaulsdorf dienten seitdem vor allem dem Vorortverkehr. Am 6. November 1928 wurde der S-Bahn-Betrieb bis Kaulsdorf nach Elektrifizierung der Vorortstrecke aufgenommen und am 15. Dezember 1930 bis Mahlsdorf verlängert. 1941 wurde der Güterverkehr aus Richtung Lichtenberg vom S-Bahn-Verkehr getrennt und auf eigene Gleise verlagert.
Nach dem Zweiten Weltkrieg gab es 1948 kurzzeitig einen Vorortverkehr von Kaulsdorf über die VnK-Strecke und den Güteraußenring nach Berlin-Grünau, er wurde jedoch nach wenigen Monaten wieder eingestellt. Der elektrische S-Bahn-Betrieb wurde 1947/1948 bis Fredersdorf und Strausberg verlängert. Der östliche Teil der VnK-Strecke zwischen dem Außenring und Kaulsdorf wurde 1978 stillgelegt, später entstand dort eine U-Bahn-Strecke und am Schnittpunkt mit der Ostbahn der Bahnhof Wuhletal.
Am 1. Mai 2009 brach bei der Einfahrt eines Zuges der Baureihe 481 in den Bahnhof Kaulsdorf ein Rad. Die Nichteinhaltung daraufhin vom Eisenbahn-Bundesamt geforderter zusätzlicher Sicherheitsüberprüfungen seitens der S-Bahn führte zu massiven Einschränkungen im S-Bahn-Betrieb.
Zur barrierefreien Erschließung des Bahnhofs wurde eine neue Fußgängerbrücke einschließlich zweier Aufzüge zum nördlichen Bahnhofsvorplatz mit dem dort gelegenen Busbahnhof errichtet. Eine Fortführung der Fußgängerbrücke auf die Südseite der Gleisanlagen wurde vorbereitet, aber mangels Finanzmitteln nicht ausgeführt. Die Bauarbeiten begannen im Juli 2013 und waren bis Jahresende abgeschlossen worden. Hierfür wurden rund 1,7 Millionen Euro aus dem Infrastrukturbeschleunigungsprogramm des Bundes investiert.
Vom 4. September 2017 bis zum 15. Januar 2018 wurde die Buswendeschleife des Busbahnhofs erneuert. Bei den Baumaßnahmen wurden neben einer Erneuerung der Straßendecke die Haltestellen und Gehwege barrierefrei ausgebaut, eine neue Beleuchtung installiert sowie 46 neue Fahrradstellplätze montiert. Für die Sanierung wurden rund 750.000 Euro aufgewendet.

## Anlagen
Das kleine Empfangsgebäude liegt nördlich der Gleise. Der Bahnhof verfügt über einen Mittelbahnsteig für die S-Bahn, der zu zwei Dritteln überdacht ist. Südlich schließen sich die Ferngleise und die ehemaligen Güterverkehrsanlagen an. Auf der Südseite der Gleise steht ein 1927 von Richard Brademann entworfenes Gleichrichterwerk für den S-Bahn-Verkehr, das unter Denkmalschutz steht.

## Anbindung
Kaulsdorf wird von der S-Bahn-Linie S5 bedient. Umsteigemöglichkeiten von der S-Bahn bestehen im Busbahnhof zu den Buslinien 197, 269 und 399 sowie zur Nachtlinie N95 der Berliner Verkehrsbetriebe.
| Linie | Verlauf |
| ----- | --- |
|       | Westkreuz – Charlottenburg – Savignyplatz – Zoologischer Garten – Tiergarten – Bellevue – Hauptbahnhof – Friedrichstraße – Hackescher Markt – Alexanderplatz – Jannowitzbrücke – Ostbahnhof – Warschauer Straße – Ostkreuz – Nöldnerplatz – Lichtenberg – Friedrichsfelde Ost – Biesdorf – Wuhletal – Kaulsdorf – Mahlsdorf – Birkenstein – Hoppegarten – Neuenhagen – Fredersdorf – Petershagen Nord – Strausberg – Hegermühle – Strausberg Stadt – Strausberg Nord |